# Vòng loại Giải vô địch bóng đá thế giới 2022 – Khu vực châu Phi (Vòng 3)
Vòng 3 của các trận đấu thuộc khu vực châu Phi cho Vòng loại giải vô địch bóng đá thế giới 2022 sẽ thi đấu trong 2 ngày 24 và 29 tháng 3 năm 2022 .

## Thể thức
Tổng công có 10 đội (là 10 đội nhất bảng của vòng 2) thi đấu với thể thức sân nhà - sân khách. 5 đội thắng trận sẽ vượt qua vòng loại để tham dự Giải vô địch bóng đá thế giới 2022.

## Các đội tuyển vượt qua vòng 2
| Bảng (vòng 2) | Hạng nhất  |
| ------------- | ---------- |
| A             | Algérie    |
| B             | Tunisia    |
| C             | Nigeria    |
| D             | Cameroon   |
| E             | Mali       |
| F             | Ai Cập     |
| G             | Ghana      |
| H             | Sénégal    |
| I             | Maroc      |
| J             | CHDC Congo |

## Hạt giống
Lễ bốc thăm diễn ra vào ngày 22 tháng 1 năm 2022 tại Douala, Cameroon, lúc 16:00 (UTC+1). Các hạt giống dựa theo bảng xếp hạng FIFA công bố vào tháng 11 năm 2021.
| Nhóm 1                                                                 | Nhóm 2                                                                 |
| ---------------------------------------------------------------------- | ---------------------------------------------------------------------- |
| Sénégal (20) · Maroc (28) · Tunisia (29) · Algérie (32) · Nigeria (36) | Ai Cập (45) · Cameroon (50) · Ghana (52) · Mali (53) · CHDC Congo (64) |

## Kết quả
| Đội 1      | TTS         | Đội 2   | Lượt đi | Lượt về      |
| ---------- | ----------- | ------- | ------- | ------------ |
| Ai Cập     | 1–1 (1–3 p) | Sénégal | 1–0     | 0–1 (s.h.p.) |
| Cameroon   | 2–2 (a)     | Algérie | 0–1     | 2–1 (s.h.p.) |
| Ghana      | 1–1 (a)     | Nigeria | 0–0     | 1–1          |
| CHDC Congo | 2–5         | Maroc   | 1–1     | 1–4          |
| Mali       | 0–1         | Tunisia | 0–1     | 0–0          |

## Các trận đấu
| Ai Cập           | 1–0      | Sénégal |
| ---------------- | -------- | ------- |
| - Ciss 4' (l.n.) | Chi tiết |         |

| Sénégal                                  | 1–0 (s.h.p.) | Ai Cập                               |
| ---------------------------------------- | ------------ | ------------------------------------ |
| - Dia 3'                                 | Chi tiết     |                                      |
| Loạt sút luân lưu                        |              |                                      |
| - Koulibaly - Ciss - Sarr - Dieng - Mané | 3–1          | - Salah - Sayed - El Solia - Mohamed |

Tổng tỉ số là 1–1. Senegal thắng 3–1 bằng loạt đá luân lưu 11m và giành quyền tham dự World Cup 2022.
| Cameroon | 0–1      | Algérie       |
| -------- | -------- | ------------- |
|          | Chi tiết | - Slimani 40' |

| Algérie      | 1–2 (s.h.p.) | Cameroon                                 |
| ------------ | ------------ | ---------------------------------------- |
| - Touba 118' | Chi tiết     | - Choupo-Moting 22' - Toko Ekambi 120+4' |

Tổng tỉ số là 2–2. Cameroon thắng bằng luật bàn thắng sân khách và giành quyền tham dự World Cup 2022.
| Ghana | 0–0      | Nigeria |
| ----- | -------- | ------- |
|       | Chi tiết |         |

| Nigeria                    | 1–1      | Ghana        |
| -------------------------- | -------- | ------------ |
| - Troost-Ekong 22' (ph.đ.) | Chi tiết | - Partey 10' |

Tổng tỉ số là 1–1. Ghana thắng bằng luật bàn thắng sân khách và giành quyền tham dự World Cup 2022.
| CHDC Congo  | 1–1      | Maroc            |
| ----------- | -------- | ---------------- |
| - Wissa 12' | Chi tiết | - Tissoudali 76' |

| Maroc                                             | 4–1      | CHDC Congo    |
| ------------------------------------------------- | -------- | ------------- |
| - Ounahi 21', 54' - Tissoudali 45+7' - Hakimi 69' | Chi tiết | - Malango 77' |

Maroc thắng với tổng tỉ số 5–2 và giành quyền tham dự World Cup 2022.
| Mali | 0–1      | Tunisia              |
| ---- | -------- | -------------------- |
|      | Chi tiết | - Sissako 36' (l.n.) |

| Tunisia | 0–0      | Mali |
| ------- | -------- | ---- |
|         | Chi tiết |      |

Tunisia thắng với tổng tỉ số 1–0 và giành quyền tham dự World Cup 2022.

## Cầu thủ ghi bàn hàng đầu
Đã có 16 bàn thắng ghi được trong 10 trận đấu, trung bình 1.6 bàn thắng mỗi trận đấu.
2 bàn thắng
- Azzedine Ounahi
- Tarik Tissoudali

1 bàn thắng
- Islam Slimani
- Ahmed Touba
- Eric Maxim Choupo-Moting
- Karl Toko Ekambi
- Ben Malango
- Yoane Wissa
- Thomas Partey
- Achraf Hakimi
- William Troost-Ekong
- Boulaye Dia

1 bàn phản lưới nhà
- Moussa Sissako (trong trận gặp Tunisia)
- Saliou Ciss (trong trận gặp Ai Cập)